# 科里弗頓
科里弗頓是圭亞那的城鎮，由東伯比斯-科蘭太因區負責管轄，位於該國東北部，毗鄰與蘇里南接壤的邊境，距離首都喬治敦313公里，海拔高度3米，2002年人口11,574。

## 外部連結
- GuyanaGuide.com （页面存档备份，存于）

06°00′N 57°08′W / 6.000°N 57.133°W